# Veikkausliiga
Veikkausliiga je finská nejvyšší fotbalová soutěž. Skládá se z 12 týmů a  obvykle se koná od jara do podzimu kvůli nepřípustným zimním teplotám. Představuje jedinou profesionální ligu ve Finsku.
Nejvyšší liga se začala hrát již v roce 1908 a první titul získal Unitas Helsinky. Do roku 1930 se o titulu rozhodovalo pohárovou soutěží. Poté byl již formou soutěže nazvané Mestaruussarja. Od roku 1990 se liga jmenuje Veikkausliiga a svůj název vděčí oficiálnímu sponzorovi Veikkaus, přední finské sázkové kanceláři. Nejúspěšnějším klubem je s 31 vítězství Helsinský klub HJK. Tento kluby vyhrál šest titulů v řadě (2009–2014), což se nikom nepodařilo.
Od roku 2011 do roku 2018 byl šampionát rozdělen na základní sezónu, během níž se každý tým utkal s ostatními třikrát, celkem 33 kol. Od roku 2019 se vzorec šampionátu změnil a přešel na dvoufázovou. V první fázi se dvanáct týmů utká ve skupině se zápasy doma a venku, celkem na 22 kol. Následně jsou týmy rozděleny do dvou skupin podle klasifikace: prvních šest vytvoří novou skupinu a utká se o titul a kvalifikaci do evropských soutěží. Posledních šest naopak bojuje o nesestoupení do 2. ligy a o další platné místo pro kvalifikaci do evropských soutěží. V obou skupinách se týmy utkají doma a venku na celkem 10 kol. Ve skupině o titul je první tým mistrem Finska a kvalifikuje se do prvního kola LM,  druhý tým se kvalifikuje do prvního kola EL a tým na třetím místě postupuje do finále, kde se kvalifikuje do prvního kola EL. Týmy které se umístili na čtvrtém, pátém a šestém místě plus první klasifikovaný ve skupině o záchranu postupují do play-off o postup do finále proti třetímu klasifikovanému. Ve skupině o záchranu poslední klasifikovaný sestupuje přímo do 2. ligy, zatímco předposlední umístěný čelí druhému týmu z 2. ligy.

## Mistři
- 1908: Unitas Helsinky (1 titul)
- 1909: PUS Helsinky (1)
- 1910: Åbo IFK (1)
- 1911: HJK (1)
- 1912: HJK (2)
- 1913: Kronohagens IF (1)
- 1914: se nehrálo
- 1915: Kronohagens IF (2)
- 1916: Kronohagens IF (3)
- 1917: HJK (3)
- 1918: HJK (4)
- 1919: HJK (5)
- 1920: Åbo IFK (2)
- 1921: HPS (1)
- 1922: HPS (2)
- 1923: HJK (6)
- 1924: Åbo IFK (3)
- 1925: HJK (7)
- 1926: HPS (3)
- 1927: HPS (4)
- 1928: TPS (1)
- 1929: HPS (5)
- 1930: HIFK (1)
- 1931: HIFK (2)
- 1932: HPS (6)
- 1933: HIFK (3)
- 1934: HPS (7)
- 1935: HPS (8)
- 1936: HJK (8)
- 1937: HIFK (4)
- 1938: HJK (9)
- 1939: TPS (2)
- 1940: Sudet (1)
- 1940/41: TPS (3)
- 1942: HT Helsinky (1)
- 1943: se nehrálo
- 1943/44: VIFK (1)
- 1945: VPS (1)
- 1945/46: VIFK (2)
- 1946/47: HIFK (5)
- 1947/48: VPS (2)
- 1949: TPS (4)
- 1950: Ilves-Kissat (1)
- 1951: FC KTP (1)
- 1952: FC KTP (2)
- 1953: VIFK (3)
- 1954: Turun Pyrkivä (1)
- 1955: Kronohagens IF (4)
- 1956: KuPS (1)
- 1957: HPS (9)
- 1958: KuPS (2)
- 1959: HIFK (6)
- 1960: FC Haka (1)
- 1961: HIFK (7)
- 1962: FC Haka (2)
- 1963: Reipas Lahti (1)
- 1964: HJK (10)
- 1965: FC Haka (3)
- 1966: KuPS (3)
- 1967: Reipas Lahti (2)
- 1968: TPS (5)
- 1969: KPV (1)
- 1970: Reipas Lahti (3)
- 1971: TPS (6)
- 1972: TPS (7)
- 1973: HJK (11)
- 1974: KuPS (4)
- 1975: TPS (8)
- 1976: KuPS (5)
- 1977: FC Haka (4)
- 1978: HJK (12)
- 1979: OPS (1)
- 1980: OPS (2)
- 1981: HJK (13)
- 1982: FC Kuusysi (1)
- 1983: Ilves Tampere (1)
- 1984: FC Kuusysi (2)
- 1985: HJK (14)
- 1986: FC Kuusysi (3)
- 1987: HJK (15)
- 1988: HJK (16)
- 1989: FC Kuusysi (4)
- 1990: HJK (17)
- 1991: FC Kuusysi (5)
- 1992: HJK (18)
- 1993: FC Jazz Pori (1)
- 1994: TPV Tampere (1)
- 1995: FC Haka (5)
- 1996: FC Jazz Pori (2)
- 1997: HJK (19)
- 1998: FC Haka (6)
- 1999: FC Haka (7)
- 2000: FC Haka (8)
- 2001: Tampere United (1)
- 2002: HJK (20)
- 2003: HJK (21)
- 2004: FC Haka (9)
- 2005: MyPa (1)
- 2006: Tampere United (2)
- 2007: Tampere United (3)
- 2008: FC Inter Turku (1)
- 2009: HJK (22)
- 2010: HJK (23)
- 2011: HJK (24)
- 2012: HJK (25)
- 2013: HJK (26)
- 2014: HJK (27)
- 2015: SJK (1)
- 2016: IFK Mariehamn (1)
- 2017: HJK (28)
- 2018: HJK (29)
- 2019: KuPS (6)
- 2020: HJK (30)
- 2021: HJK (31)
- 2022: HJK (32)
- 2023: HJK (33)
- 2024: KuPS (7)

## Nejlepší kluby v historii - podle počtu titulů
| Vítězové nejvyšší ligové soutěže |        | |
| Klub                             | Tituly | Vítězné ročníky |
| HJK                              | 33     | 1911, 1912, 1917, 1918, 1919, 1923, 1925, 1936, 1938, 1964, 1973, 1978, 1981, 1985, 1987, 1988, 1990, 1992, 1997, 2002, 2003, 2009, 2010, 2011, 2012, 2013, 2014, 2017, 2018, 2020, 2021, 2022, 2023 |
| HPS                              | 9      | 1921, 1922, 1926, 1927, 1929, 1932, 1934, 1935, 1957 |
| FC Haka                          | 9      | 1960, 1962, 1965, 1977, 1995, 1998, 1999, 2000, 2004 |
| TPS                              | 8      | 1928, 1939, 1940/41, 1949, 1968, 1971, 1972, 1975 |
| HIFK                             | 7      | 1930, 1931, 1933, 1937, 1946/47, 1959, 1961 |
| KuPS                             | 7      | 1956, 1958, 1966, 1974, 1976, 2019, 2024 |
| FC Kuusysi                       | 5      | 1982, 1984, 1986, 1989, 1991 |
| Kronohagens IF                   | 4      | 1913, 1915, 1916, 1955 |
| Åbo IFK                          | 3      | 1910, 1920, 1924 |
| VIFK                             | 3      | 1943/44, 1945/46, 1953 |
| Reipas Lahti                     | 3      | 1963, 1967, 1970 |
| Tampere United                   | 3      | 2001, 2006, 2007 |
| VPS                              | 2      | 1945, 1947/48 |
| FC KTP                           | 2      | 1951, 1952 |
| OPS                              | 2      | 1979, 1980 |
| FC Jazz Pori                     | 2      | 1993, 1996 |
| Unitas Helsinky                  | 1      | 1908 |
| PUS Helsinky                     | 1      | 1909 |
| Viipurin Sudet                   | 1      | 1940 |
| HT Helsinky                      | 1      | 1942 |
| Ilves-Kissat                     | 1      | 1950 |
| Pyrkivä Turku                    | 1      | 1954 |
| KPV                              | 1      | 1969 |
| FC Ilves Tampere                 | 1      | 1983 |
| TPV Tampere                      | 1      | 1994 |
| MyPa                             | 1      | 2005 |
| FC Inter Turku                   | 1      | 2008 |
| SJK                              | 1      | 2015 |
| IFK Mariehamn                    | 1      | 2016 |